# Kedungsalam
Kedungsalam is een bestuurslaag in het regentschap Malang van de provincie Oost-Java, Indonesië. Kedungsalam telt 9516 inwoners (volkstelling 2010).